# Homem de Ferro 2
Iron Man 2 (Br/Prt: Homem de Ferro 2) é um filme estadunidense de super-herói de 2010, baseado no personagem Homem de Ferro da Marvel Comics. Produzido pelo Marvel Studios e distribuído pela Paramount Pictures, é a sequência de Iron Man (2008), e o terceiro filme do Universo Cinematográfico Marvel. Dirigido por Jon Favreau e escrito por Justin Theroux, o filme é estrelado por Robert Downey, Jr., Gwyneth Paltrow, Don Cheadle, Scarlett Johansson, Sam Rockwell, Mickey Rourke e Samuel L. Jackson. Após os acontecimentos de Iron Man, Tony Stark está resistindo apelos do governo dos Estados Unidos para entregar a tecnologia do Homem de Ferro e ao mesmo tempo combater a sua saúde em declínio a partir do reator arc em seu peito. Enquanto isso, o desonesto cientista russo Ivan Vanko desenvolveu a mesma tecnologia e construiu suas próprias armas, a fim de prosseguir uma vingança contra a família Stark, unindo forças com rival de Stark, Justin Hammer.
Após o lançamento bem sucedido de Iron Man em maio de 2008, a Marvel Studios anunciou e imediatamente começou a trabalhar na produção de uma sequência. Em julho do mesmo ano Theroux foi contratado para escrever o roteiro, e Favreau assinou para voltar e dirigir. Downey, Paltrow e Jackson foram definidos para reprisarem seus papéis de Iron Man, enquanto Cheadle foi trazido para substituir Terrence Howard no papel de James Rhodes. Nos primeiros meses de 2009, Rourke, Rockwell e Johansson completaram o elenco de apoio, e o filme entrou em produção naquele verão. Tal como o seu antecessor, o filme foi filmado principalmente na Califórnia, exceto por uma sequência chave no Mónaco.
Iron Man 2 estreou no El Capitan Theatre em 26 de abril de 2010 e foi lançado internacionalmente entre 28 de abril e 7 de maio antes de lançar nos Estados Unidos em 7 de maio de 2010. O filme recebeu críticas geralmente positivas e foi comercialmente bem sucedido, arrecando mais de 623,9 milhões de dólares na bilheteria mundial. O DVD e o Blu-ray foram lançados em 28 de setembro de 2010. O terceiro filme da trilogia, Iron Man 3, foi lançado em 3 de maio de 2013.

## Enredo
Na Rússia, a mídia cobre a divulgação de Tony Stark sobre sua identidade de Homem de Ferro. Ivan Vanko, cujo pai Anton Vanko acabou de morrer, assiste a transmissão e começa a construir um Reator Arc em miniatura semelhante ao de Stark. Após se revelar, Stark se tornou uma super estrela e usa seu traje de Homem de Ferro para meios pacíficos, resistindo a pressão do governo para entregar sua tecnologia. Ele re-inaugura a Expo Stark na cidade de Nova York para continuar o legado de seu pai, Howard Stark.
Stark descobre que núcleo de paládio no reator arc que o mantém vivo e alimenta a armadura está lentamente lhe envenenando, e falha nas tentativas de encontrar um elemento substituto. Ficando cada vez mais imprudente e desanimado sobre sua iminente morte, e escolhendo não contar a ninguém sobre sua condição, Stark nomeia sua assistente pessoal, Verônica "Pepper" Potts, como CEO das Indústrias Stark, e contrata a empregada de Stark, Natalie Rushman, para substituí-la como sua assistente pessoal. Stark compete no Grande Prêmio Histórico de Mônaco, onde ele é atacado no meio da corrida por Vanko, que exibe chicotes eletrificados alimentados por seu primitivo reator arc. Stark veste sua armadura Mark V e derrota Vanko, mas o traje fica gravemente danificado. Vanko explica que sua intenção era provar ao mundo que o Homem de Ferro não é invencível, aumentando a pressão governamental para que Stark entregue sua armadura. Impressionado com a performance de Vanko, o bilionário bélico Justin Hammer, rival de Stark, finge a morte de Vanko enquanto o faz sair da prisão e lhe pede para construir uma linha de trajes blindados. Durante o que ele acredita ser sua última festa de aniversário, Stark fica bêbado enquanto usa a armadura Mark IV. Aborrecido, o tenente-coronel da Força Aérea dos Estados Unidos, James Rhodes, veste o protótipo Mark II de Stark e tenta impedi-lo. A luta termina em um impasse, e Rhodes então confisca a Mark II para a Força Aérea dos EUA.
Nick Fury, diretor da S.H.I.E.L.D., aborda Stark, revelando que "Rushman" é na verdade a Agente Natasha Romanoff, e que Howard Stark foi um dos fundadores da S.H.I.E.L.D., a quem Fury conheceu pessoalmente. Fury explica que o pai de Vanko inventou conjuntamente o Reator Arc com Howard, mas quando Anton tentou vendê-lo proveitosamente, Stark o entregou para ser deportado, com os soviéticos então enviando Anton ao gulag. Fury dá a Stark uma caixa com materiais antigos de seu pai; incluindo uma mensagem escondida no diorama da Expo Stark 1974, que prova ser um diagrama da estrutura de um novo elemento. Com a ajuda de seu computador J.A.R.V.I.S., Stark descobre e sintetiza isso. Quando ele descobre que Vanko ainda está vivo, ele coloca o novo elemento no reator arc em seu peito e termina sua dependência de paládio.
Na Expo Stark, Hammer revela os drones blindados de Vanko, liderados por Rhodes em uma versão fortemente armada da armadura Mark II. Stark chega na armadura Mark VI para advertir Rhodes, mas Vanko controla remotamente os drones e a armadura de Rhodes e ataca o Homem de Ferro. Hammer é preso por Pepper enquanto Romanoff e o guarda-costas de Stark, Happy Hogan, vão atrás de Vanko na empresa de Hammer. Vanko escapa, mas Romanoff retorna o controle da armadura Mark II para Rhodes. Stark e Rhodes juntos derrotam Vanko e seus drones. Vanko comete suicídio explodindo sua armadura e todos os drones, e Stark salva Pepper de ser atingida pela explosão.
Em um esclarecimento, Fury informa a Stark que por causa da personalidade difícil de Stark, a S.H.I.E.L.D. pretende usá-lo apenas como consultor. Stark e Rhodes recebem a contragosto medalhas do governo por seu heroísmo.
Em uma cena pós-créditos, o agente da S.H.I.E.L.D., Phil Coulson, informa a descoberta de um grande martelo no fundo de uma cratera em um deserto no Novo México.

## Elenco e personagens

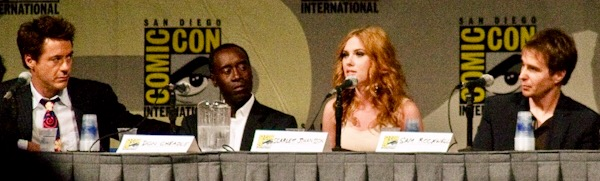
Membros do elenco de Homem de Ferro 2 na San Diego Comic-Con International 2009. Robert Downey Jr., Don Cheadle, Scarlett Johansson e Sam Rockwell.

- Robert Downey Jr. como Tony Stark / Homem de Ferro: Um bilionário que escapou do cativeiro no Afeganistão com uma armadura que ele criou, ele agora se esforça para manter sua tecnologia longe das mãos do governo. Downey e o direor Jon Favreau, que receberam um roteiro e trabalharam nele no primeiro filme, idealizaram a história de Homem de Ferro 2.[9] Sobre Stark ser um herói, Downey disse: "Ele é uma espécie de herói, mas realmente do tipo de seu próprio interesse. Então, acho que provavelmente há um complexo de impostor e, logo que ele tenha dito: 'Eu sou o Homem de Ferro –' que ele agora está realmente querendo saber o que isso significa, se você tem toda essa almofada como ele faz e o público está do seu lado e você tem imensa riqueza e poder, eu acho que ele é muito isolado para ficar bem."[10] Downey ganhou 20 quilos de músculo para reprisar o papel.[11] Davin Ransom, de seis anos, interpreta Tony Stark como uma criança.[12]
- Gwyneth Paltrow como Pepper Potts: Amiga mais próxima de Stark, interesse amoroso e parceira de negócios; Pepper é promovida a CEO das Indústrias Stark.[13] Sobre o progresso de sua personagem, Paltrow opinou "Quando começamos Homem de Ferro 2, Pepper e Tony estão muito na mesma vibração ... a medida que o filme avança, Pepper recebe mais responsabilidade e ela é promovida e é bom vê-la crescer dessa maneira. Acho que isso realmente combina com ela, o trabalho se encaixa muito bem."[14]
- Don Cheadle como James Rhodes / Máquina de Combate: Um oficial da Força Aérea dos Estados Unidos e amigo pessoal de Tony Stark que mais tarde opera a armadura Máquina de Combate. Cheadle substitui Terrence Howard do primeiro filme.[15] Cheadle só tinha algumas horas para aceitar o papel e nem sequer sabia o que Rhodes faria na história.[16] Ele comentou que nunca tinha participado de filmes de quadrinhos devido à escassez de super-heróis negros.[17] Cheadle disse que pensou que o Homem de Ferro era um robô antes do primeiro filme ter saído.[13] Sobre como ele se aproximou de seu personagem, Cheadle declarou: "Qual é o denominador comum aqui? E o denominador comum foi realmente sua amizade com Tony, e é isso que realmente tentamos rastrear neste filme. Como está afetada sua amizade quando Tony sai e é dono do "Eu sou o Homem de Ferro"?[18] Cheadle disse que seu traje tinha 50 libras (23kg) de metal, e que ele não conseguia tocar seu rosto enquanto o usava.[19]
- Scarlett Johansson como Natasha Romanoff / Viúva Negra: Uma espiã disfarçada da S.H.I.E.L.D. posando como a nova secretária de Stark. Johansson tingiu o cabelo de vermelho antes de conseguir o papel, esperando que isso ajudasse a convencer Favreau de que ela estava certa para o papel.[20] Sobre o porque ela escolheu o papel, Johansson disse: "A personagem Viúva Negra ressoou comigo ... Ela é uma super-heroína, mas ela também é humana. Ela é pequena, mas ela é forte ... Ela é sombria e tem enfrentado a morte tantas vezes que ela tem uma perspectiva profunda sobre o valor da vida ... É difícil não admirar ela."[21] Ela declarou que ela teve "um pouco de um momento estranho" quando viu pela primeira vez o traje.[22] Quando perguntada sobre lutar na fantasia, Johansson respondeu que "uma grande parte de mim é como 'eu posso me mover nisso? Posso correr nele? Posso me jogar sobre as coisas com isso?' E eu acho que é apenas preparação, você só precisa colocar nas horas. Isso é o que eu percebi que é apenas colocar nas horas e fazer o treinamento e a repetição e, basicamente, apenas fazer amizade com a equipe de dublês."[22]
- Sam Rockwell como Justin Hammer: Um fabricante de armas e rival de Stark. Sam Rockwell foi considerado para o papel de Tony Stark no primeiro filme, e ele aceitou o papel de Hammer sem ler o roteiro.[23] Ele nunca tinha ouvido falar do personagem antes de ser conratado para o papel, e não sabia que Hammer é um inglês idoso nos quadrinhos.[24]  Rockwell disse: "Eu trabalhei com Jon Favreau no filme chamado Made. E Justin Theroux, que escreveu o roteiro, é um velho amigo meu, eles prepararam essa ideia e lançaram ela para Kevin Feige. O que eles fizeram, talvez eles pudessem fazer um vilão como eles fizeram com Jeff Bridges, mas então eles decidiram dividir os vilões. E realmente Mickey (Rourke) é o principal (vilão), mas eu venho em seu auxílio."[25] Rockwell descreveu seu personagem como "alívio cômico, mas ele tem um pouco de vantagem."[26]
- Mickey Rourke como Ivan Vanko / Chicote Negro: Um físico russo e ex-presidiário que constrói sua própria arma baseada no reator arc para se vingar da família Stark.[27] O personagem é uma mistura de Chicote Negro e Dínamo Escarlate. Rourke visitou a prisão Butyrka para pesquisar o papel,[28] e ele sugeriu que metade do diálogo do personagem fosse em russo.[29] Ele também sugeriu a adição de tatuagens, dentes de ouro e um carinho por uma cacatua de estimação, pagando os dentes e o pássaro com seu próprio dinheiro.[30] Rourke explicou que ele não quer interpretar um "cara mau unidimensional", e queria desafiar o público a ver algo resgatável nele.[13] Não sabendo nada sobre computadores, Rourke descreveu fingir ser um técnico experiente como a parte mais difícil do papel.[31]
- Samuel L. Jackson como Nick Fury: O diretor da S.H.I.E.L.D.; Jackson assinou um contrato de nove filmes para interpretar o personagem.[32] Sobre o seu personagem não ter nenhuma cena de ação no filme, Jackson disse: "Nós ainda não movemos Nick Fury para a zona do fodão. Ele ainda é apenas um tipo de conversador."[33]

O diretor Jon Favreau reprisa seu papel como Happy Hogan, guarda-costas e motorista de Tony Stark, enquanto Clark Gregg e Leslie Bibb reprisam seus papéis como o Agente Phil Coulson da S.H.I.E.L.D. e a repórter Christine Everhart, respectivamente. John Slattery aparece como o pai de Tony, Howard Stark, e Garry Shandling aparece como o Senador dos Estados Unidos, Stern, que quer a armadura do Homem de Ferro para o governo. Favreau afirmou que o personagem de Shandling foi nomeado com base no locutor de rádio Howard Stern. Paul Bettany faz novamente a voz do computador de Stark, J.A.R.V.I.S. Olivia Munn tem um pequeno papel como Chess Roberts, um repórter que cobre a Stark Expo, Kate Mara interpreta uma marechal dos EUA que convoca Tony para a audiência do governo e Stan Lee aparece como ele mesmo (mas é confundido com Larry King).
Além disso, a âncora de notícias Christiane Amanpour e o comentarista político Bill O'Reilly interpretam eles mesmos em noticiários. Adam Goldstein aparece como ele mesmo e o filme é dedicado a sua memória. Outros cameos incluem o CEO da Tesla Motors, Elon Musk, e o CEO da Oracle Corporation, Larry Ellison. O filho de Favreau, Max, aparece como uma criança vestindo uma máscara do Homem de Ferro que Stark salva de um drone. Isto se tornou retroativamente a introdução de Peter Parker no UCM, como confirmado em junho de 2017 pelo eventual ator do Homem-Aranha, Tom Holland, Feige e o diretor de Spider-Man: Homecoming, Jon Watts.
No Brasil, o filme foi dublado nos estúdios da Delart, localizados no Rio de Janeiro.

## Produção

### Desevolvimento

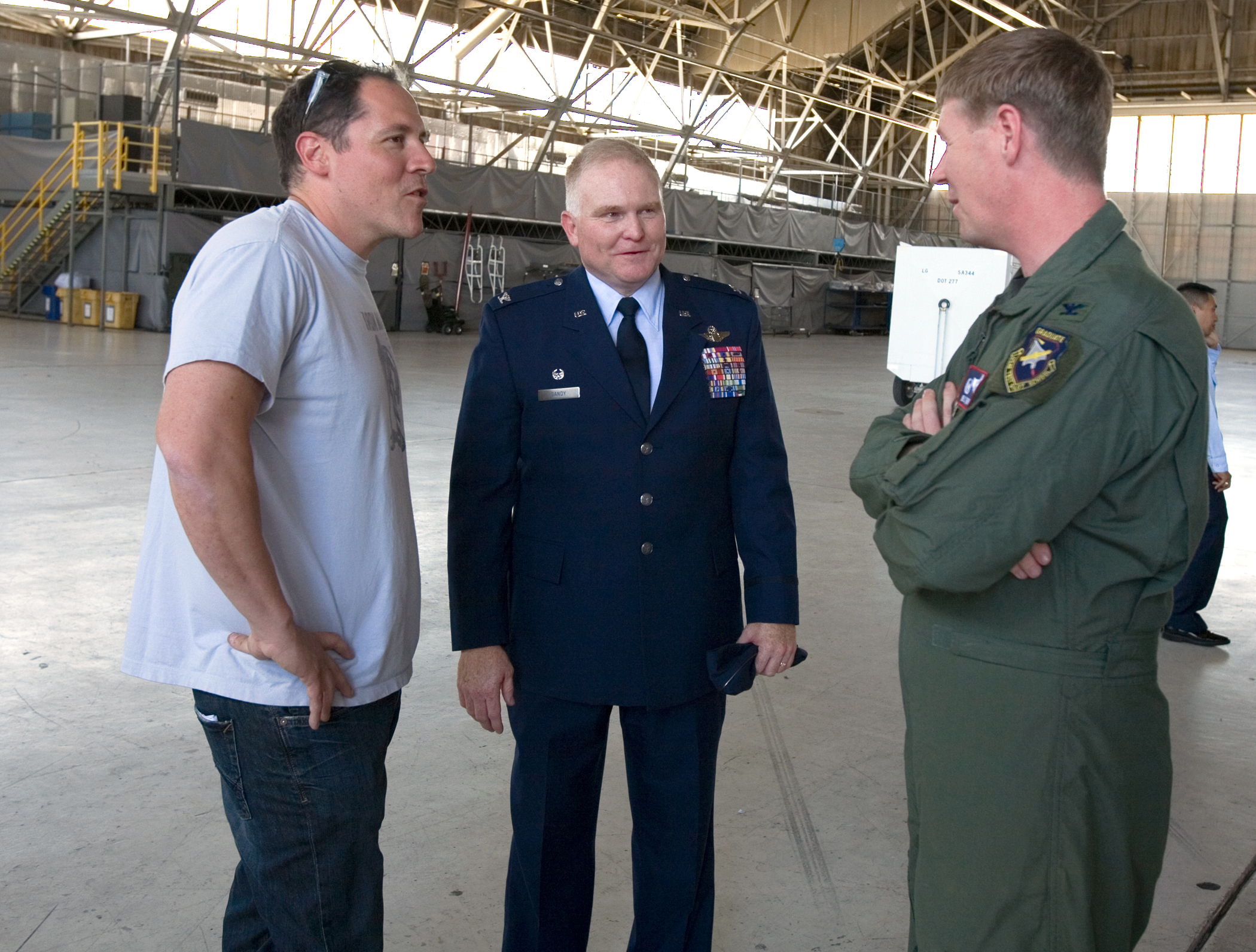
Favreau se reuniu com membros da Força Aérea dos EUA enquanto filmava na Base Aérea de Edwards.

Jon Favreau disse que era originalmente sua intenção criar uma trilogia de filmes do Homem de Ferro, com Obadiah Stane (Jeff Bridges) se tornando o Monge de Ferro durante as sequências. Após uma reunião entre Favreau e vários escritores de quadrinhos, incluindo Mark Millar, Stane se tornou o principal vilão do primeiro filme. Millar argumentou que o Mandarim, que Favreau originalmente planejou para preencher esse papel, era muito fantasioso. Favreau concordou, decidindo: "Eu olho para o Mandarim mais como em Star Wars você teve o Imperador, mas Darth Vader é o cara que você quer ver lutar. Então você trabalha no seu caminho até o momento em que raios estão disparando dos dedos e tudo isso pode acontecer. Mas você não pode ter o que aconteceu em Return of the Jedi acontecer em A New Hope. Você simplesmente não pode fazer isto." Favreau também discutiu em entrevistas como a versão cinematográfica do Mandarim "nos permite incorporar todo o panteão dos vilões." Ele mencionou que a S.H.I.E.L.D. continuaria a ter um papel importante.
Durante o desenvolvimento, Favreau disse que o filme exploraria o alcoolismo de Stark, mas não seria "a versão de 'Demon in a Bottle'". Enquanto promovia o primeiro filme, Robert Downey, Jr. afirmou que Stark provavelmente desenvolveria um problema de consumo de álcool, pois ele é incapaz de lidar com as consequências de revelar que ele é o Homem de Ferro. Downey depois esclareceu que o filme não seria uma adaptação rigorosa do enredo "Demon in a Bottle" da série de quadrinhos, mas era sobre o "espaço interino" entre a origem e o arco de história "Demon". Shane Black deu alguns conselhos sobre o roteiro e sugeriu a Favreau e Downey que eles modelassem Stark em J. Robert Oppenheimer, que ficou deprimido com o "destruidor dos mundos" depois de trabalhar no Projeto Manhattan.

### Pré-produção
Imediatamente após o lançamento de Homem de Ferro, a Marvel Studios anunciou que eles estavam desenvolvendo uma sequência, com uma data de lançamento prevista para 30 de abril de 2010. Em julho de 2008, Favreau assinou oficialmente para dirigir. No mesmo mês, Justin Theroux assinou para escrever o roteiro, que seria baseado em uma história escrita por Favreau e Downey. Theroux co-escreveu Tropic Thunder, que Downey estrelou, e Downey o recomendou para a Marvel. Genndy Tartakovsky fez os storyboards do filme, e Adi Granov retornou para supervisionar os designs da armadura do Homem de Ferro.
Em outubro de 2008, Marvel Studios chegou a um acordo para filmar Homem de Ferro 2, assim como seus próximos três filmes, no Raleigh Studios em Manhattan Beach, Califórnia. Alguns dias depois, Don Cheadle foi contratado para substituir Terrence Howard. Ao ser substituído, Howard declarou: "Foi a surpresa da minha vida. Não houve qualquer explicação, mas aparentemente, os contratos que assinamos não valem o papel no qual foram impressos. As promessas não foram mantidas e as negociações de boa fé às vezes simplesmente desmoronam." Entertainment Weekly declarou que Favreau não gostava de trabalhar com Howard, muitas vezes tendo re-filmado e cortado cenas dele no primeiro filme; Marvel escolheu não comentar sobre isso. Os executivos chegaram a Howard para discutir a redução de seu salário – Howard recebeu o maior salário do elenco de Homem de Ferro. A publicação afirmou que não tinha certeza se os representantes de Howard deixaram o projeto primeiro ou se a Marvel preferiu parar de negociar. Em novembro de 2013, Howard afirmou que, entrando no filme, o estúdio lhe ofereceu muito menos do que no contrato de três filmes, afirmando que lhe disseram que o segundo seria um sucesso, "com ou sem você", e, sem mencioná-lo pelo nome, disse que Downey "pegou o dinheiro que deveria ir para mim e me empurrou para fora."
Em janeiro de 2009, Mickey Rourke e Sam Rockwell entraram em negociações para interpretar uma dupla de vilões. Poucos dias depois, Rockwell confirmou que ele assumiria o papel, e que seu personagem seria Justin Hammer. Paul Bettany confirmou que ele voltaria como a voz de J.A.R.V.I.S. Marvel entrou em negociações iniciais com Emily Blunt para interpretar a Viúva Negra, embora ela não tenha podido assumir o papel devido a um compromisso anterior para estrelar em As Viagens de Gulliver. Samuel L. Jackson confirmou que ele estava em negociações para reprisar o papel de Nick Fury da cena de pós-créditos do primeiro filme, mas as disputas de contratos estavam dificultando um acordo. Jackson afirmou que "Houve um enorme tipo de negociação que quebrou. Eu não sei. Talvez eu não seja Nick Fury."
Em fevereiro, Jackson e a Marvel chegaram a um acordo, e ele assinou para interpretar o personagem em até nove filmes. Downey e Rourke discutiram seus papéis durante uma mesa redonda com David Ansen nos Globo de Ouro de 2009, e Rourke se encontrou com Favreau e Theroux para discutir o papel. Rourke quase abandonou devido à oferta de salário inicial da Marvel, mas o estúdio elevou a oferta e, em março, Rourke assinou. Mais tarde, no mesmo dia, Scarlett Johansson assinou para interpretar a Viúva Negra. Seu acordo incluiu opções para múltiplos filmes, incluindo potencialmente Os Vingadores. Em abril, Garry Shandling, Clark Gregg e Kate Mara se juntaram ao elenco.

### Filmagens
"Este é um dos homens mais ricos do mundo, por isso não podemos comprar nossas práticas da Home Depot. Tudo tinha que ser tecnologia inteligente, e tinha que parecer clássico o suficiente para ter uma validade  – não queríamos que parecesse embaraçosamente datado dentro de 10 anos."

Matthew Libatique, o diretor de fotografia do filme
As filmagens começaram em 6 de abril de 2009, no Pasadena Masonic Temple, com o título de produção Rasputin. A maior parte da produção ocorreu no Raleigh Studios, embora outros locais também foram usados. Cenas foram filmadas na Base da Força Aérea de Edwards de 11 a 13 de maio. A localização também foi usada para Homem de Fero, e Favreau afirmou que sentiu que os "ativos militares reais tornam o filme mais autêntico e a topografia e a beleza do deserto e da linha aérea abrem o filme". A sequência de ação do Grande Prêmio Histórico de Mônaco foi filmada no estacionamento da Downey Studios, com sets construídos em maio e filmagens durando até junho. A permissão para filmar no Mônaco antes do Grande Prêmio de Mônaco de 2009 foi inicialmente concedida, mas depois foi retraída por Bernie Ecclestone. Os cineastas enviaram um Rolls-Royce Phantom lá e filmaram uma sequência de trilha em que os carros de corrida foram adicionados digitalmente. Tanner Foust assumiu o papel de dirigir o carro de corrida de Stark. Também em junho, foi reportado que John Slattery se juntou ao elenco do filme como Howard Stark. Olivia Munn também foi escalada, em um papel não especificado.
Uma enorme tela verde foi construída na Barragem de Sepulveda para filmar uma parte do exterior da Stark Expo, com o resto filmado em uma escola secundária ou adicionado digitalmente. Para construir a tela verde, centenas de contêineres de transporte foram empilhados, cobertos em contraplacado e emplastro, e depois pintados de verde. Para a conclusão dessa cena climática, que a equipe apelidou de cena do "Jardim Japonês", um set foi construído dentro do Sony Studios em Los Angeles. As filmagens duraram 71 dias e a produção do filme foi oficialmente embrulhada em 18 de julho de 2009. Uma cena pós-créditos que retrata a descoberta de um grande martelo foi filmada no set de Thor, e um pouco dela foi reutilizada no filme. Jon Favreau revelou que a cena foi filmada com lentes anamórficas para combinar com Thor, e foi dirigida por Kenneth Branagh, diretor de Thor.

### Pós-produção
Em janeiro de 2010, a IMAX Corporation, a Marvel e a Paramount anunciaram que o filme receberia uma versão limitada em telas IMAX digitais. Não foi filmado com câmeras IMAX, por isso foi convertido no formato usando a tecnologia IMAX DMR. O filme passou por refilmagens em fevereiro. O papel original de Olivia Munn foi cortado, mas ela recebeu um novo papel durante as refilmagens.

Stark usando a armadura "Mark V". O traje foi criado digitalmente pela Double Negative.

Janek Sirrs foi o supervisor de efeitos visuais do filme, e a Industrial Light & Magic novamente fez a maioria dos efeitos, como fez no primeiro filme. O supervisor de efeitos visuais da ILM no filme, Ben Snow, disse que seu trabalho no filme foi "mais difícil" do que seu trabalho no primeiro, afirmando que Favreau perguntou mais a eles desta vez. Snow descreveu o processo de criar digitalmente os trajes:

No primeiro Homem de Ferro tentamos usar a Legacy [Studios, a empresa de efeitos de Stan Winston] e trajes de Stan Winston ao máximo que pudéssemos. Para o segundo, Jon [Favreau] estava confiante de que poderíamos criar os trajer em CGI, e a ação ditava usá-los. Então, A Legacy criou o que chamamos de "trajes de futebol" do torso com uma placa de peito e um capacete. Geralmente, colocávamos algumas peças no braço, mas não o braço inteiro. Na sequência da luta na casa, onde Robert Downey Jr. cambaleia como um bêbado, usamos um dos trajes práticos e estendemos ele digitalmente. A mesma coisa na cena do Randy's Donuts. Mas no resto do filme, usamos o traje completamente em CGI. E Double Negative fez um traje totalmente digital para a perseguição de Mônaco.
A ILM criou 527 shots para o filme, usando programas como o Maya. Perception trabalhou em mais de 125 shots para o filme. Eles criaram gadgets, como o smartphone LG transparente de Tony Stark, e criaram os cenários para a Stark Expo, assim como as interfaces da tela do computador na mesa de café da tela de toque e o ambiente de laboratório holográfico. No total, 11 estúdios de efeitos visuais trabalharam no filme.

### Música
Um álbum de trilha sonora com AC/DC foi lançado pela Columbia Records em 19 de abril de 2010, em pelo menos três versões diferentes: básica, especial e deluxe. A edição básica inclui o CD; a edição especial contém um CD de 15 faixas, um folheto de 32 páginas e um DVD com entrevistas, cenas dos bastidores e videoclips; e o deluxe inclui uma reprodução de uma das primeiras aparições do Homem de Ferro nos quadrinhos. Apenas 2 músicas na trilha sonora aparecem no filme. Embora não esteja incluído no álbum da trilha sonora, o filme inclui músicas de Average White Band, The Clash, Queen, Daft Punk, 2Pac e Beastie Boys.
A trilha do filme foi lançada comercialmente como Iron Man 2: Original Motion Picture Score em 20 de julho de 2010, com 25 faixas. John Debney compôs a trilha com Tom Morello.

## Lançamento
Homem de Ferro 2 estreou no El Capitan Theatre, em Los Angeles, Califórnia, em 26 de abril de 2010, e foi lançado em 6.764 cinemas (48 IMAX) em 54 países entre 28 de abril e 7 de maio, antes de estrear nos Estados Unidos em 7 de maio de 2010. Nos Estados Unidos, abriu em 4.380 cinemas, dos quais 181 foram IMAX. A data de lançamento internacional do filme foi movida para aumentar o interesse antes do torneio de futebol da Copa do Mundo FIFA de 2010.

### Marketing

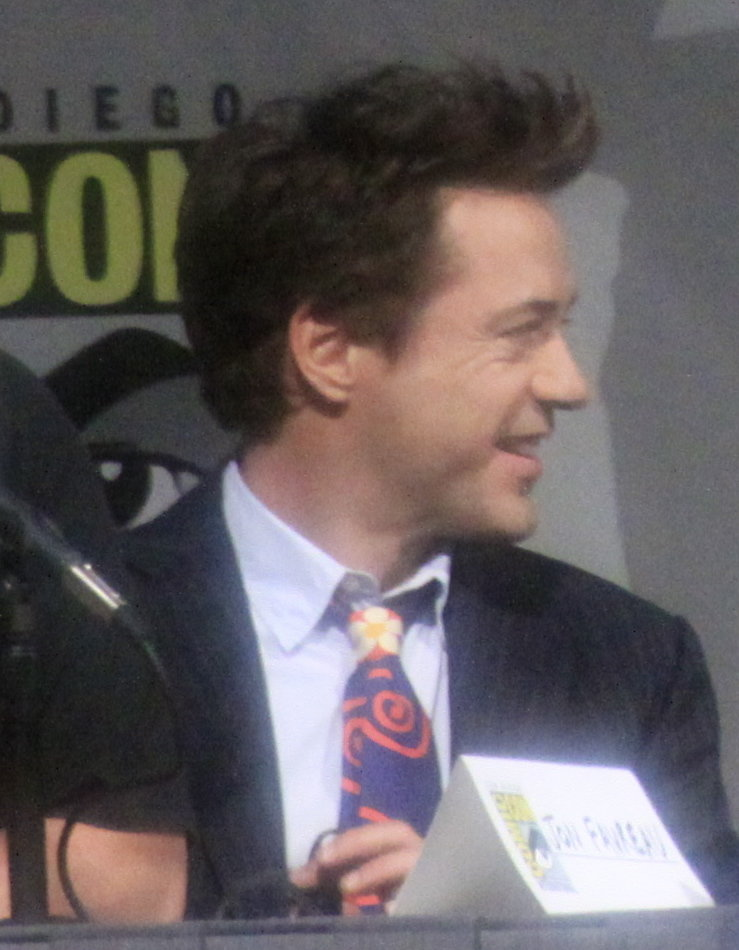
Downey promovendo o filme na Comic-Con 2009

No San Diego Comic-Con International 2009, um trailer de cinco minutos para o filme foi mostrado. Os atores que interpretam os recrutadores das Indústrias Stark distribuíram cartões de visita com um convite para inscrição. Um site das Indústrias Stark foi conectado, com um gráfico em anexo de um "memorando de guardanapo" de Stark para Potts, anunciando que as Indústrias Stark já não fazia armas. Outra seção apresentou um aplicativo online. Foi confirmado que outro trailer seria lançado junto com Sherlock Holmes (outro filme estrelado por Robert Downey, Jr.). Este trailer foi lançado online em 16 de dezembro de 2009. Um novo trailer foi mostrado por Robert Downey, Jr. no Jimmy Kimmel Live! no dia 7 de março após o Oscar. As parcerias promocionais incluíram Symantec, Dr Pepper, Burger King, 7-Eleven, Audi, LG Electronics e Hershey.
O autor Alexander C. Irvine adaptou o roteiro para um romance gráfico, também intitulado Homem de Ferro 2, que foi lançado em abril de 2010. Antes do lançamento do filme, a Marvel Comics lançou uma minissérie em quadrinhos de quatro edições intitulada Iron Man vs Whiplash, que introduziu a versão do filme do Chicote Negro no Universo Marvel. Um prequel em minissérie de quatro edições intitulado Iron Man 2: Public Identity foi lançado em abril.
Um jogo eletrônico de Homem de Ferro 2  foi lançado pela Sega em 4 de maio de 2010 na América do Norte, escrito pelo escrito de The Invincible Iron Man, Matt Fraction. A versão Wii foi desenvolvida pela High Voltage Software e todas as versões do console foram publicadas pela Sega, enquanto a Gameloft publicou o jogo móvel. O trailer do jogo da Comic-Con mostrou que o Dínamo Vermelho iria aparecer como um vilão. Cheadle e Jackson interpretam os respectivos personagens deles nos jogos. O trailer revelou que I.M.A., Roxxon Energy Corporation e Último (representado como um homem chamado Kearson DeWitt em uma grande armadura) são inimigos no jogo, além de revelar que o portador da armadura Dínamo Vermelho é o general Valentin Shatalov. O jogo recebeu avaliações geralmente desfavoráveis, com uma pontuação de 41/100 no Metacritic para as versões de PS3 e Xbox 360.

### Home media
Em 28 de setembro de 2010, o filme foi lançado em DVD e Blu-ray Disc. O filme também foi coletado em um box set de 10 discos intitulado "Marvel Cinematic Universe: Phase One - Avengers Assemble", que inclui todos os filmes da Fase Um no Universo Cinematográfico Marvel. Foi lançado pela Walt Disney Studios Home Entertainment em 2 de abril de 2013.

## Recepção

### Bilheteria
Homem de Ferro 2 arrecadou 312,4 milhões de dólares nos Estados Unidos e no Canadá, assim como 311,5 milhões de dólares em outros territórios, com um total mundial de 623,9 milhões de dólares. Uma vez que o filme foi incluído em um acordo de distribuição legado predeterminado que foi assinado antes da Walt Disney Company ter comprado a Marvel, a Paramount Pictures distribuiu o filme e coletou 8% da bilheteria, enquanto a parte restante foi para a Disney.
Homem de Ferro 2 ganhou 51 milhões de dólares em seu dia de abertura nos Estados Unidos e no Canadá (incluindo 7,5 milhões de dólares das pré-visualizações de quinta-feira), para um fim de semana total bruto de 128 milhões de dólares, que foi o quinto maior fim de semana de abertura, na época, depois de The Dark Knight (2008), Homem Aranha 3 (2007), The Twilight Saga: New Moon (2009) e Pirates of the Caribbean: Dead Man's Chest (2006). Também teve a maior abertura para um filme de 2010. O filme produziu uma média de 29.252 dólares por cinema. O IMAX contribuiu com 9,8 milhões de dólares, o maior fim de semana de abertura para um filme 2D IMAX, superando o recorde anterior de Star Trek de 8,5 milhões de dólares. Homem de Ferro 2 foi o terceiro maior filme de 2010 nos Estados Unidos e no Canadá, atrás de Toy Story 3 e Alice no País das Maravilhas.
Homem de Ferro 2 foi lançado em seis mercados europeus com a abertura número um na quarta-feira, 28 de abril de 2010, com um total de 2,2 milhões de dólares. Ele ganhou 100,2 milhões de dólares nos primeiros cinco dias de 53 mercados estrangeiros por uma média forte de 14,814 dólares por local. A IMAX Corporation registrou receita de 2,25 milhões de dólares. Isso superou o recordista anterior para uma versão IMAX 2D, Transformers: Revenge of the Fallen de 2009 (2,1 milhões de dólares). Foi o sétimo filme de maior bilheteria de 2010 internacionalmente, atrás de Toy Story 3, Alice no País das Maravilhas, Harry Potter and the Deathly Hallows – Part 1, A Origem, Shrek Para Sempre e The Twilight Saga: Eclipse.

### Crítica
No Rotten Tomatoes, o filme tem uma aprovação de 73%, com uma nota média de 6.5/10, com base em 277 resenhas. O consenso do site diz: "Não é o sopro de ar fresco que Homem de Ferro foi, mas esta sequência chega perto com performances sólidas e uma trama repleta de ação". No Metacritic, o filme tem uma pontuação de 57/100, baseado em 40 resenhas, indicando "críticas mistas ou médias".
Brian Lowry da Variety afirmou: "Homem de Ferro 2 não é tão divertido quanto seu antecessor, mas ...  este lançamento da Paramount traz uma enorme quantidade de boa vontade para a festa, graças a um conto de origem bem elaborado, cuja popularidade estimulou a antecipação para uma sequência. No entanto, enquanto o primeiro round para este herói menos conhecido da Marvel se beneficiou de seu frescor e estilo visual, as batidas aqui são mais familiares, o ritmo mais desigual." Anthony Lane da The New Yorker disse: "Encontrar um herói de quadrinhos que não agonia sobre seus super-presentes e defenda seu direito constitucional é, francamente, um alívio". David Edelstein da New York Magazine escreveu: "Não se aproxima do peso emocional desses dois raros que superaram os seus primeiros: Superman II e Homem-Aranha 2. Mas Homem de Ferro 2 se esforça muito bem". Roger Ebert deu-lhe 3 estrelas de 4, afirmando que "Homem de Ferro 2 é uma sequência elegante e de alta octanagem, não tão bom quanto o original, mas construindo mais uma vez uma atuação peculiar de Robert Downey Jr". Frank Lovece do Film Journal International, um escritor da Marvel Comics, disse: "Em uma volta refrescante e inesperada, a sequência de Homem de Ferro não encontra um homem mudado. No interior do metal, a humanidade imperfeita cresce ainda mais, á medida que as questões de identidade de inspiração provocam a fantasia tecnológica."
Por outro lado, Kirk Honeycutt do The Hollywood Reporter afirmou: "Tudo de divertido e fantástico sobre Homem de Ferro, há apenas dois anos, desapareceu com sua sequência. Em seu lugar, Homem de Ferro 2 substituiu por barulho, confusão, múltiplos vilões, acrobacias irrelevantes e linhas de história equivocadas".

### Prêmios e indicações
| Ano  | Prêmio                        | Categoria                                                                     | Nomeação                                                                                     | Resultado | Ref.    |
| ---- | ----------------------------- | ----------------------------------------------------------------------------- | -------------------------------------------------------------------------------------------- | --------- | ------- |
| 2010 | Hollywood Film Award          | Efeitos Visuais do Ano                                                        | Homem de Ferro 2                                                                             | Venceu    | [ 132 ] |
| 2010 | Satellite Awards              | Melhor Som (Mixagem & Edição)                                                 | Homem de Ferro 2                                                                             | Indicado  | [ 133 ] |
| 2010 | Satellite Awards              | Melhores Efeitos Visuais                                                      | Homem de Ferro 2                                                                             | Indicado  | [ 133 ] |
| 2010 | Teen Choice Awards            | Melhor Filme de Ficção Científica                                             | Homem de Ferro 2                                                                             | Indicado  | [ 134 ] |
| 2010 | Teen Choice Awards            | Melhor Ator em Filme de Ficção Científica                                     | Robert Downey Jr.                                                                            | Indicado  | [ 134 ] |
| 2010 | Teen Choice Awards            | Melhor Atriz em Filme de Ficção Científica                                    | Gwyneth Paltrow                                                                              | Indicado  | [ 134 ] |
| 2010 | Teen Choice Awards            | Melhor Atriz em Filme de Ficção Científica                                    | Scarlett Johansson                                                                           | Indicado  | [ 134 ] |
| 2010 | Teen Choice Awards            | Melhor Vilão                                                                  | Mickey Rourke                                                                                | Indicado  | [ 134 ] |
| 2010 | Teen Choice Awards            | Melhor Dança                                                                  | Robert Downey Jr.                                                                            | Indicado  | [ 134 ] |
| 2010 | Teen Choice Awards            | Melhor Luta                                                                   | Robert Downey Jr. e Don Cheadle (Homem de Ferro & Máquina de Combate vs Os Drones de Hammer) | Indicado  | [ 134 ] |
| 2010 | Scream Awards                 | O Ultimate Scream                                                             | Homem de Ferro 2                                                                             | Indicado  | [ 135 ] |
| 2010 | Scream Awards                 | Melhor Filme de Ficção Científica                                             | Homem de Ferro 2                                                                             | Indicado  | [ 135 ] |
| 2010 | Scream Awards                 | Melhor Ator de um Filme de Ficção Científica                                  | Robert Downey Jr.                                                                            | Indicado  | [ 135 ] |
| 2010 | Scream Awards                 | Melhor Atriz de Ficção Científica                                             | Gwyneth Paltrow                                                                              | Indicado  | [ 135 ] |
| 2010 | Scream Awards                 | Melhor Atriz de um Filme de Ficção Científica                                 | Scarlett Johansson                                                                           | Venceu    | [ 135 ] |
| 2010 | Scream Awards                 | Melhor Ator Coadjuvante                                                       | Don Cheadle                                                                                  | Indicado  | [ 135 ] |
| 2010 | Scream Awards                 | Melhor Vilão                                                                  | Mickey Rourke                                                                                | Venceu    | [ 135 ] |
| 2010 | Scream Awards                 | Melhor Herói                                                                  | Robert Downey Jr.                                                                            | Venceu    | [ 135 ] |
| 2010 | Scream Awards                 | Melhor Cameo                                                                  | Stan Lee                                                                                     | Indicado  | [ 135 ] |
| 2010 | Scream Awards                 | Melhor Traje                                                                  | Homem de Ferro 2                                                                             | Indicado  | [ 135 ] |
| 2010 | Scream Awards                 | Cena de Luta do Ano                                                           | "Batalha Final: Homem de Ferro e Máquina de Combate vs Chicote Negro e os Drones"            | Indicado  | [ 135 ] |
| 2010 | Scream Awards                 | Melhor F/X                                                                    | Homem de Ferro 2                                                                             | Indicado  | [ 135 ] |
| 2010 | Scream Awards                 | Melhor Adaptação de um Quadrinho                                              | Homem de Ferro 2                                                                             | Indicado  | [ 135 ] |
| 2011 | People's Choice Awards        | Filme de Ação Favorito                                                        | Homem de Ferro 2                                                                             | Venceu    | [ 136 ] |
| 2011 | People's Choice Awards        | Filme Favorito                                                                | Homem de Ferro 2                                                                             | Indicado  | [ 136 ] |
| 2011 | People's Choice Awards        | Ator Favorito de Filme                                                        | Robert Downey Jr.                                                                            | Indicado  | [ 136 ] |
| 2011 | People's Choice Awards        | Astro de Ação Favorito                                                        | Robert Downey Jr.                                                                            | Indicado  | [ 136 ] |
| 2011 | People's Choice Awards        | Equipe Favorita na Tela                                                       | Robert Downey, Jr. e Don Cheadle                                                             | Indicado  | [ 136 ] |
| 2011 | Oscar                         | Melhores Efeitos Visuais                                                      | Homem de Ferro 2                                                                             | Indicado  | [ 137 ] |
| 2011 | Saturn Awards                 | Melhor Filme de Ficção Científica                                             | Homem de Ferro 2                                                                             | Indicado  | [ 138 ] |
| 2011 | Saturn Awards                 | Melhor Ator                                                                   | Robert Downey Jr.                                                                            | Indicado  | [ 138 ] |
| 2011 | Saturn Awards                 | Melhor Atriz Coadjuvante                                                      | Scarlett Johansson                                                                           | Indicado  | [ 138 ] |
| 2011 | Saturn Awards                 | Melhores Efeitos Visuais                                                      | Homem de Ferro 2                                                                             | Indicado  | [ 138 ] |
| 2011 | Visual Effects Society Awards | Melhores Efeitos Visuais em um Filme de Recurso Orientado por Efeitos Visuais | Ben Snow, Ged Wright, Janek Sirrs, Susan Pickett                                             | Indicado  | [ 139 ] |
| 2011 | Visual Effects Society Awards | Melhores Modelos em um Filme                                                  | Bruce Holcomb, Ron Woodall, John Goodson, John Walker pelos "Drones Militares do Hammer"     | Indicado  | [ 139 ] |
| 2011 | Visual Effects Society Awards | Melhor Ambiente Criado em um Filme                                            | Giles Hancock, Richard Bluff, Todd Vaziri, Aaron McBride pela "Stark Expo"                   | Indicado  | [ 139 ] |

## Sequência
Após o lançamento de Homem de Ferro 2, The Walt Disney Studios concordou em pagar a Paramount pelo menos 115 milhões de dólares pelos direitos de distribuição mundial de Os Vingadores e Homem de Ferro 3. Disney, Marvel e Paramount lançaram Homem de Ferro 3 em 3 de maio de 2013. Shane Black dirigiu o filme, com um roteiro de Drew Pearce. Downey, Paltrow, Cheadle e Favreau reprisam seus papéis, enquanto Guy Pearce interpreta Aldrich Killian, Rebecca Hall interpreta Maya Hansen e Ben Kingsley interpreta Trevor Slattery.